# Tina Bokoetsjava
Tinatin (Tina) Bokoetsjava (Georgisch: თინათინ (თინა) ბოკუჩავა, in het Engels Bokuchava) (Tbilisi, 29 mei 1983) is een politica uit Georgië. Ze is leider van de Verenigde Nationale Beweging, de grootste oppositiepartij. Van oktober 2012 tot februari 2025 was ze lid van het parlement van Georgië namens deze partij.

## Opleiding en beroepscarrière
Tina Bokoetsjava werd in 1983 in Tbilisi geboren, in wat destijds nog de Georgische sovjetrepubliek was. Als student verhuisde ze naar de Verenigde Staten en studeerde aan het Smith College in Northampton, Massachusetts, waar ze in 2004 haar diploma politieke wetenschappen behaalde. In 2008 behaalde ze een masterdiploma in diplomatie en internationaal recht aan de Fletcher School voor Recht en Diplomatie van de Tufts-universiteit.
Na haar studie in de Verenigde Staten keerde ze in 2009 terug naar Georgië. Ze werkte tot 2011 voor het National Democratic Institute, een door de Amerikaanse overheid gefinancierde organisatie, waarna ze adjunct-directeur werd van de afdeling Internationale Organisaties van het Ministerie van Buitenlandse Zaken van Georgië. Begin 2012 werd Bokoetsjava benoemd tot adjunct-hoofd van de Kamer van Toezicht, de belangrijkste controle-instantie van het land.
Haar benoeming viel samen met de nieuwe, grotere rol die de kamer kreeg bij het toezicht op de financiële activiteiten van politieke partijen in aanloop naar de parlementsverkiezingen van oktober 2012. In deze hoedanigheid onderzocht ze aantijgingen van maatschappelijke organisaties dat de regerende Verenigde Nationale Beweging kiezersgroepen omkocht door middel van materiële giften. Tegelijkertijd kreeg de kamer veel kritiek op onderzoek naar betrokkenen bij Georgische Droom van oligarch Bidzina Ivanisjvili.

## Politiek
In september 2012 maakte Bokoetsjava de overstap naar de politiek en legde haar functie bij de Kamer van Toezicht neer om mee te doen aan de verkiezingen van oktober. Ze stond vierde op de partijlijst van de Verenigde Nationale Beweging als hoogstgeplaatste nieuwe gezicht, en werd daarmee verkozen in het parlement van Georgië. De partij had de verkiezing verloren van de nieuwe Georgische Droom en ging in oppositie. Bokoetsjava werd gedurende haar politieke carrière een van de meest prominente gezichten van de oppositie tegen de regering van Georgische Droom.
Bokoetsjava was in haar eerste parlementstermijn lid van onder meer de commissies buitenlandse zaken en Europese integratie. Ze was ook betrokken bij de interdepartementale groep voor verkiezingen, waar ze regelmatig confrontaties had met justitieminister Tea Tsoeloekiani, die ze beschuldigde van het willen "vernietigen" van de Verenigde Nationale Beweging. Daarnaast sloeg Bokoetsjava een felle toon aan tegen de regering. Zo zei ze dat deze "bevelen van Poetin" uitvoerde met de vervolging van voormalig president Micheil Saakasjvili, die het EU associatieverdrag op het spel zette, en verweet ze premier Giorgi Kvirikasjvili bij zijn aantreden in 2015 dat hij de belangen van Ivanisjvili dient en niet die van Georgië.

### Tweede termijn 2016-2020
In de verkiezingen van oktober 2016 stond Bokoetsjava lager op de lijst, op plaats negentien, maar hoog genoeg om herkozen te worden. Kort na de verkiezingen splitsten twintig van de 27 gekozen leden zich af als Europees Georgië, maar Bokoetsjava bleef bij de partij. Ze werd kort daarop in de politieke raad van de partij gekozen. In dezelfde winter werd ze benoemd tot lid van de 'Permanente Parlementaire Raad voor Open en Transparant Bestuur'. Daarnaast was ze lid van de parlementaire commissie voor Europese integratie en vicevoorzitter van de commissie milieubescherming en natuurlijke hulpbronnen. Bokoetsjava werd erkend om haar inzet om de partij in deze periode na de afsplitsing bij elkaar te houden.
Ook in deze termijn was Bokoetsjava vocaal in haar kritiek op de regering, die zich nu toespitste op het gebrek aan onafhankelijkheid van de rechterlijke macht. Ze verweet de regering onder andere dat het aanbevelingen van de Commissie van Venetië misbruikte om de rechterlijke macht ondergeschikt te maken aan een clan van rechters in dienst van oligarch Ivanisjvili. Ze kwalificeerde de benoeming van extra rechters voor het hooggerechtshof "schandalig" en van "slaafse gehoorzaamheid" aan Ivanisjvili. Ook wees ze op gebrek aan een onafhankelijk selectieproces, toen de advocaat van Ivanisjvili tot hoofdofficier van justitie werd benoemd,
In september 2019 nam Bokoetsjava zitting in een commissie ten behoeve van hervormingen van het kiesstelsel om in 2020 al geheel evenredige verkiezingen in te voeren in plaats van in het al vastgelegde 2024. Dit was naar aanleiding van grote burgerprotesten in juni 2019. Twee maanden later ontspoorde dit proces door de weigering van Georgische Droom mee te werken aan wijzigingen aan het kiesstelsel en riep Bokoetsjava op tot vervroegde verkiezingen onder een interim-regering. In 2020 werd een compromis gesloten voor de verkiezingen van 2020, met een sterk gereduceerd aantal enkelvoudige kiesdistricten en een eenmalig verlaagde kiesdrempel van vijf naar een procent voor het evenredig verkozen deel van het parlement.

### Derde termijn 2020-2024
In de verkiezingen van oktober 2020 was Bokoetsjava voor de derde maal kandidaat op de partijlijst, dit keer op plek 24, en werd ze weer verkozen in het parlement. Na de verkiezingen was ze uitgesproken over een kritisch rapport van het International Republican Institute naar aanleiding van de verkiezingsgang. "Dit waren de slechtste verkiezingen ooit georganiseerd door de Georgische Droom, dit was een stap achteruit. Deze verkiezingen voldeden niet aan de democratische normen. En natuurlijk horen we precies dezelfde soort evaluaties van internationale monitoringorganisaties".
De oppositie boycotte maandenlang het parlement. Bokoetsjava coördineerde demonstraties terwijl EU-bemiddeling in de politieke patstelling bezig was. De Verenigde Nationale Beweging beëindigde haar boycot in mei 2021. Bokoetsjava nam zitting in de commissie buitenlandse zaken. Deze parlementaire periode kenmerkte zich door veel rumoer vanuit de oppositie tegen de anti-democratische tendensen van Georgische Droom. Bokoetsjava was hierin een van de vocale roergangers als vertegenwoordiger van de grootste oppositiepartij. In juli 2021 kwam het tot een fysieke aanvaring in het parlement toen Sjalva Papoeasjvili van Georgische Droom haar wegsleurde na felle kritiek van haar zijde over anti-lgbt aanvallen in Tbilisi twee weken eerder, waaraan een cameraman was overleden.

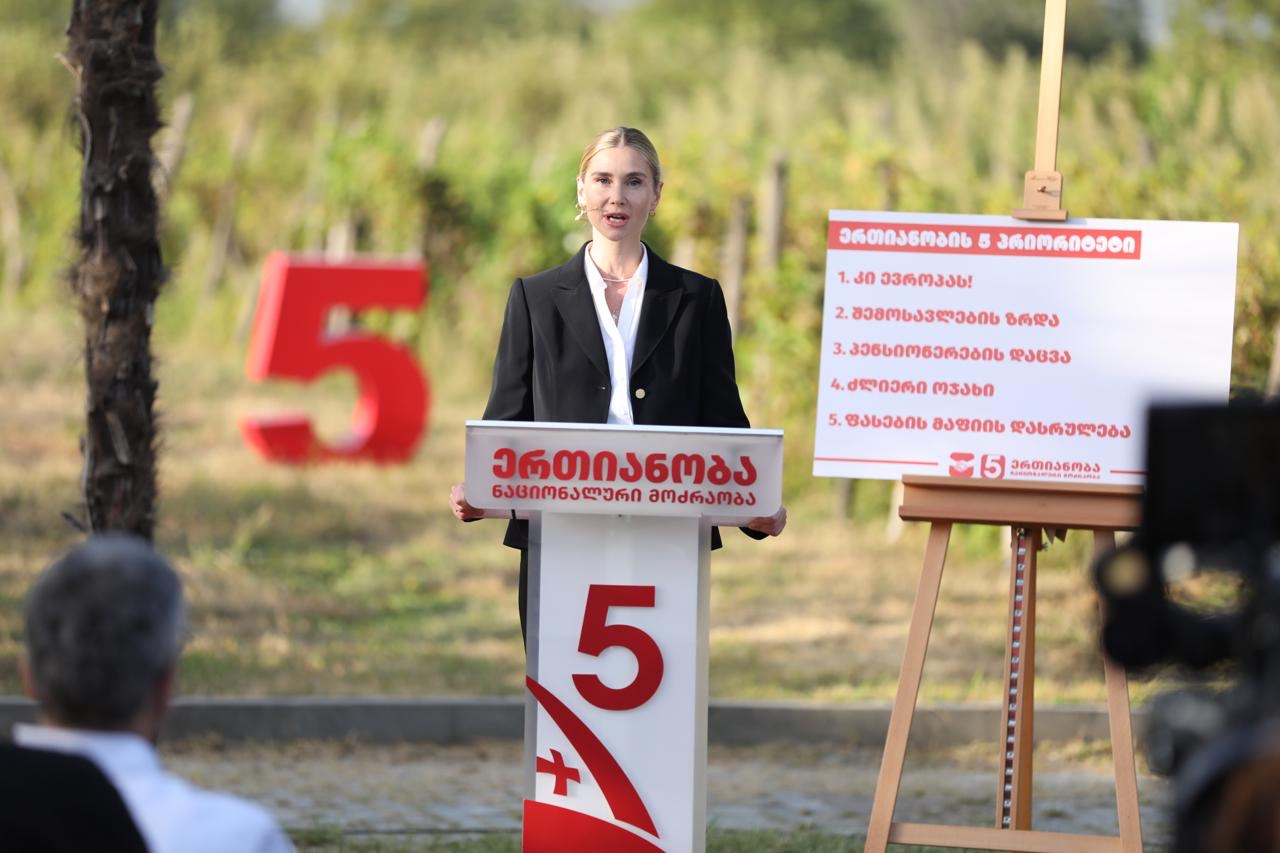
In 2023 werd Bokoetsjava fractievoorzitter en in 2024 partijleider voor de verkiezingen.

Sinds partijoprichter en voormalig president Micheil Saakasjvili gevangen werd gezet in 2021, was Bokoetsjava een pleitbezorger in het buitenland om hem vrij te krijgen. Binnenlands pleitte ze voor het bezoekrecht van oppositiepolitici, dat door de autoriteiten werd geblokkeerd. Ze deed een dringend beroep op de uitgaande president Salome Zoerabisjvili om Saakasjvili gratie te verlenen. Zoerabisjvili's weigering nam ze haar later kwalijk.
Op 8 mei 2023 werd Bokoetsjava fractievoorzitter in het parlement. Ze volgde Chatia Dekanoidze op, die de partij verliet uit ontevredenheid met het gebrek aan vernieuwing in de partij. Een maand later beschuldigde Bokoetsjava de regering van "opzettelijke sabotage" van de Europese integratie en specifiek het pad naar lidmaatschap. De regering had in een jaar niks gedaan aan de voorwaarden om het kandidaat-lidmaatschap te verkrijgen, waarover de EU later in 2023 zou beslissen. In een publieksevenement van de BBC in Tbilisi bekritiseerde Bokoetsjava Georgische Droom dat ze geen politieke wil heeft om de noodzakelijke hervormingen door te voeren om het kandidaat-lidmaatschap van de EU te verkrijgen.

### Verkiezingen 2024

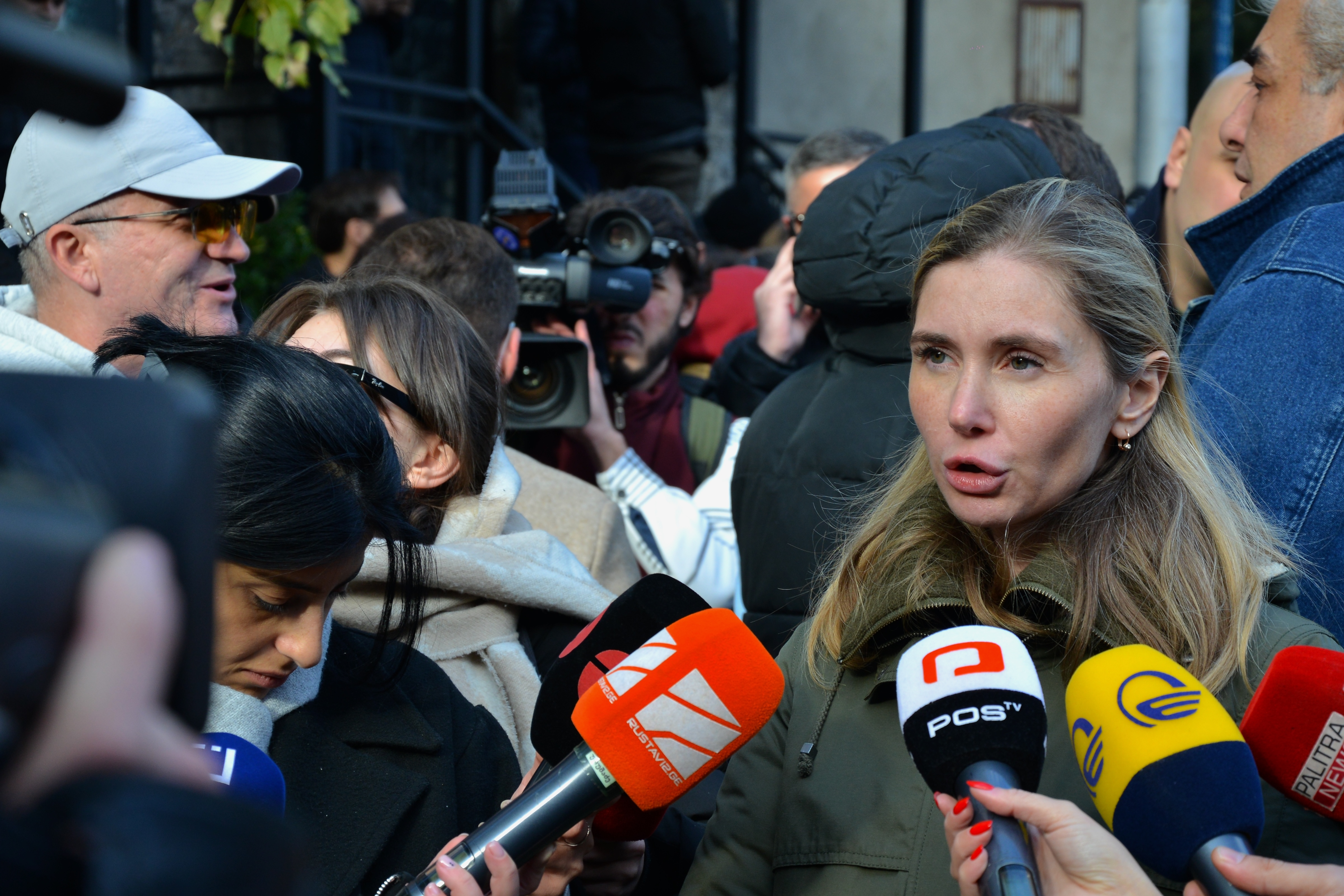
Tina Bokoetsjava tijdens een protest bij de rechtbank van Tbilisi na de verkiezingen van 2024.

In opmaat naar de verkiezingen van 2024 werd Bokoetsjava de nieuwe voorzitter van de partij en werd ze tevens leider van de coalitie Eenheid - Nationale Beweging, waarin ook Strategie Agmasjenebeli en Europees Georgië deelnamen. Volgens Bokoetsjava moesten alle pro-westerse partijen zich verenigen in een oppositieblok, iets dat er niet van kwam. Ze spiegelde hiermee haar visie aan Saakasjvili, die ook heilig geloofde in absolute eenheid van de oppositie. Ze werd lijsttrekker van haar coalitie, die als tweede grote oppositiepartij uit de verkiezing kwam. De resultaten werden door de oppositie betwist als frauduleus, waarna ze tot boycot van het parlement overging. Bokoetsjava en 48 andere parlementsleden lieten hun zetels annuleren, dat in februari 2025 werd uitgevoerd, waarna deze vacant bleven.

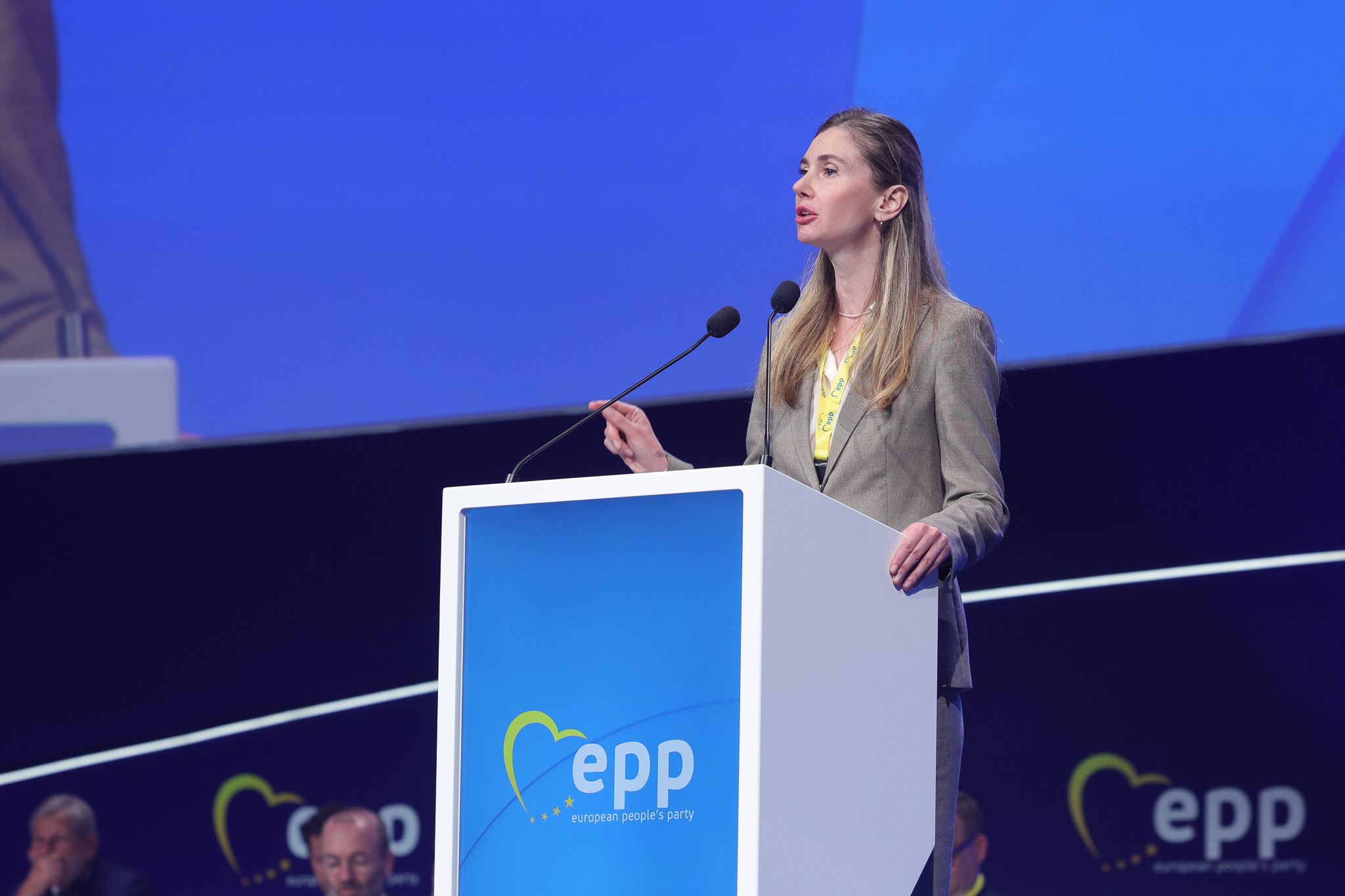
Bokoetsjava op het congres van de Europese Volkspartij in april 2025.

Bokoetsjava gaf in februari 2025 aan dat haar partij geen opvolging zal geven aan oproepen om voor de parlementaire onderzoekscommissie onder leiding van Tea Tsoeloekiani te verschijnen. Ze noemde de commissie, die onderzoek verrichtte naar de vermeende misdaden van de regering van de Verenigde Nationale Beweging in 2003-2012 een "Russische commissie" en de "commissie van verraad", verwijzend naar de in haar ogen werkelijke loyaliteit van de commissie. Ze stelde dat het doel ervan was om de moderne geschiedenis van Georgië in een Russische versie te herschrijven, de samenleving te intimideren, te onderdrukken en politieke tegenstanders te vervolgen. Als gevolg van deze commissie kwamen verschillende voormalige partijgenoten van Bokoetsjava in de gevangenis, waaronder Zoerab Dzjaparidze en Giorgi Vasjadze.
Bokoetsjava sprak op het congres in Valencia van de Europese Volkspartij, waar haar partij mee geassocieerd is, over Poetin's "brute agressieoorlog tegen Oekraïne" en zijn "hybride oorlog tegen Georgië". In dat verlengde herinnerde ze het publiek eraan dat de man die Rusland in 2008 weerstand bood, president Micheil Saakasjvili, niet in de zaal aanwezig kon zijn omdat hij "nu al vier jaar in politieke gevangenschap zit onder een door Rusland gesteund regime".

## Persoonlijk
Bokoetsjava is getrouwd en heeft drie kinderen. In juni 2025 werd haar echtgenoot Kote Ioseliani bij huis opgewacht door gemaskerde personen, die hem ontvoerden naar een onbekende locatie. Hier werd hij onder druk gezet met dreigementen richting de kinderen van het gezin om in een videoboodschap excuses aan te bieden aan de zoon van oligarch Bidzina Ivanisjvili, oprichter en financier van de regerende Georgische Droom. In 2018 had Ioseliani geïnsinueerd dat de zoon van Ivanisjvili een affaire had met voormalig premier Mamoeka Bachtadze, waarvoor Ioseliani destijds al excuses had aangeboden. Volgens Bokoetsjava was de ontvoering vooral een manier om haar als leider van de grootste oppositiepartij te intimideren.